# Cussey-sur-Lison
Cussey-sur-Lison es una comuna nueva francesa situada en el departamento de Doubs, de la región de Borgoña-Franco Condado.

## Historia
El 1 de enero de 2022 pasó a ser una comuna nueva al absorber la comuna de Châtillon-sur-Lison.

## Demografía
Según los datos aportados en la última resolución del prefecto de Doubs, la comuna pasa a tener 75 habitantes.

## Composición
| Comuna fusionada    | Código INSEE | Población | Superficie (km²) | Densidad (hab./km²) |
| ------------------- | ------------ | --------- | ---------------- | ------------------- |
| Châtillon-sur-Lison | 25134        | 8 (2018)  | 2.89             | 2.8                 |
| Cussey-sur-Lison    | 25185        | 68 (2022) | 5.66             | 12                  |